# Patrice Goulet
Pour les articles homonymes, voir Goulet.
Patrice Goulet (né le 14 février 1941 à Reims) est un critique d'architecture français.
Il participe aux revues Aujourd'hui avec André Bloc et Claude Parent, Architecture du moniteur ou encore L'Architecture d'aujourd'hui et sera rédacteur en chef de Architecture intérieure-Créé. Responsable du département Création-Diffusion de l'Institut français d'architecture de 1989 à 1999, et responsable du programme architecture contemporaine à la Cité de l'architecture et du patrimoine jusqu'en 2007, il y montera des expositions d'architecture contemporaine.
Frédéric Edelmann du Journal Le Monde, écrit de lui : « Patrice Goulet, tête chercheuse de nouveaux talents à l'Institut français d'architecture » ou encore « [...] Patrice Goulet. Ce fanatique de Nouvel parmi les plus précoces dirige le département d'exposition de l'Institut français d'architecture, où il poursuit une politique de découverte déconcertante mais courageuse. »

## Biographie
Il fera ses études d’architecture à l’École Nationale des Beaux-Arts de Paris de 1960 à 1965. Il passera son diplôme d'architecte DPLG tardivement, en 1978, sous la direction de Michel Vernes.
En 1964, Claude Parent lui fait rencontrer André Bloc qui lui demande d’écrire un compte-rendu de voyage pour la revue Aujourd’hui qui paraîtra dans un numéro spécial Italie en janvier 1965. Suivront des numéros spéciaux consacrés à l’Angleterre, l’Espagne, Le Corbusier, tous écrits avec Claude Parent.
En 1965, il collabore à la première exposition présentée à la Saline royale d'Arc-et-Senans, Exploration du futur, confrontation des projets de Claude Nicolas Ledoux et de Étienne-Louis Boullée avec ceux d’Archigram, de Paolo Soleri, des métabolistes japonais et du groupe français Architecture-Principe. 
Après la mort d’André Bloc, il réalise encore deux numéros spéciaux d’Aujourd’hui, USA et Allemagne.
De 1968 à 1976, associé de l’agence A.A.A. (Atelier d’Architecture et d’Aménagement), il réalise des aménagements intérieurs.
Aux États-Unis, il visite une centaine de maisons de Frank Lloyd Wright. En Turquie, il réunit une documentation sur les maisons en bois d’Istanbul. En Afghanistan, il étudie l’architecture de terre, en Inde l’architecture moghole et les constructions traditionnelles. En France, il continue ses repérages des blockhaus du mur de l’Atlantique sous l’œil vigilant de Paul Virilio.
En 1977, il travaille comme rédacteur à la revue Architecture (éditions du moniteur).
De 1979 à 1981, il est rédacteur en chef d’Architecture intérieure-Créé. Il y publie une série de portraits d’architectes (celui de Jean Nouvel s’étendra sur deux numéros de 1980).
En 1982, il rejoint L'Architecture d'aujourd'hui. Il y restera jusqu’en 1986.
Il participera en 1982 à la préparation de la deuxième exposition d’architecture de la Biennale de Paris, La modernité ou l’esprit du temps qui a lieu sous la verrière du Palais des Études à l’École des Beaux-Arts. Il est chargé du dossier japonais, se rend à Tokyo, Kyoto, Osaka et rencontre une centaine d’architectes. Les œuvres d’Itsuko Hasegawa, Toyo Ito, Akira Sakamoto, Riken Yamamoto, Shin Takamatsu, Team Zoo… seront révélées dans cette exposition (un numéro de L'Architecture d'aujourd'hui en rendra compte au même moment).
Cette Biennale met en avant une nouvelle génération d’architectes que L'Architecture d'aujourd'hui va faire connaître (numéros spéciaux : Six architectes, OMA, Jean Nouvel, Projets européens…). 
Parallèlement, il prépare des numéros sur l’architecture romantique (entretiens avec Ricardo Porro), sur Bruce Goff, sur le High-Tech (entretiens avec Peter Rice, Martin Francis, François Deslaugiers), et fait découvrir des architectes français travaillant hors de Paris. 
L'Architecture d'aujourd'hui leur consacrera deux numéros : France inconnue 1 et 2,. Un Guide d’architecture en France, 1985-86 suivra.
Il écrit pour Pignon sur Rue, Jardin des Modes, City, Les Cahiers du CCI, ainsi que pour Space Design, A+U au Japon, Daidalos et Kunstblitz en Allemagne.
En avril 1989, l’exposition Temps sauvage et incertain, présentée à l’Ifa rendra compte de sa recherche sur le rapport entre notre nouvelle appréhension de la ville, sa complexité et son instabilité, qui lui semble correspondre à une nouvelle avant-garde.
De 1989 à 1999, il est responsable du département Création-Diffusion de l’Institut français d'architecture. Il entreprend de donner la parole à la nouvelle génération des architectes français en même temps qu’il continue à mieux faire connaître les architectes internationaux qui réfléchissent sur la ville.
- Il organise les expositions '''40+40 architectes de moins de 40 ans''' (Paris et province) qui seront ensuite présentées à la Biennale de Venise, en Allemagne, aux U.S.A. et au Japon,
- la série Gros Plan (Dominique Perrault, Jourda et Perraudin, Barto+Barto, Jacques Hondelatte, Francis Soler…),
- la série Manifestes (François Roche et Cie, Lacaton et Vassal, Lafon-Faunières, Dominique Lyon et Pierre du Besset…)
- Dans la série Regard sur la ville, seront invités Rem Koolhaas, Toyo Ito, Massimiliano Fuksas, Otto Steidle, Itsuko Hasegawa, Gabetti&Isola[13], le Team Zoo…
- Il conçoit également deux expositions de réflexion sur l’avenir des villes : Coïncidences ou le Grand Marseille et L’autre ville / l’empire des signes[14].
- La série Rushes poursuit les recherches des expositions Manifestes en donnant à voir des architectes encore peu connus comme Matthieu Poitevin, Manuelle Gautrand, Olivier Baudry, Patrick Bouchain, Rudy Ricciotti…

À partir de 2000, alors que se prépare le transfert de l’Ifa au palais de Chaillot, responsable du programme architecture contemporaine, il crée avec l’Institut Français de Düsseldorf un programme d’expositions légères Extra Muros.
En 2001, il organise la venue à Nantes du Team Zoo qui, avec des étudiants des écoles d’architecture et des beaux-arts, édifie une grande installation expérimentale dans Le Lieu unique.
Il écrit une monographie consacrée à l’œuvre de l’architecte Jacques Hondelatte qui sera publiée en 2002.
Pendant l’été 2004, 156 expositions du programme Extra Muros seront présentées simultanément à Düsseldorf. En 2006, deux catalogues regrouperont 208 de ces expositions.
En 2006, il conçoit avec Pierre-Marie Goulet et Patrick Bouchain, Avant-Après /architectures au fil du temps, l’exposition inaugurale des salles d’expositions temporaires de la Cité de l'architecture et du patrimoine qui présente 150 projets et réalisations en de courts films projetés sur 24 grands écrans.
En 2009, il réalise huit films sur l’architecture de la Rhénanie du Nord-Wesphalie : Huit jours en RNW.
En 2012, il réalise trente films sur des réalisations françaises pour l'Institut français : Architectures en France.

## Principaux ouvrages
- Patrice Goulet, Temps Sauvage et Incertain, éditions du Demi-cercle, 1989 ,  (ISBN 2-907757-01-6) (BNF 35052601) ;
- Collectif sous la direction de Patrice Goulet, Jean Nouvel, édition Electa Moniteur, 1987,   (ISBN 286653042X) ;
- Patrice Goulet, O.M.A. - 6 projets, Carte Segrete / IFA, 1990 ;
- Patrice Goulet, O.M.A. - Rem Koolhaas - Lille, Carte Segrete / IFA, 1990 ;
- Patrice Goulet, Valérie Vaudou, Bernard et Clotilde Barto, Marc Donnadieu, 40 Architectes de moins de 40 ans, Panoramique 1 Paris, Éditions du Moniteur, Paris (France), 1990,  (ISBN 2281151166) ;
- François Barré, Isabelle Cazés, Patrice Goulet (direction de l'ouvrage), Gros Plan 1 - Ricardo Porro, IFA / Pandora éditions, 1991,  (ISBN 2-7421-0000-8) (BNF 35473246) ;
- Patrice Goulet, Team Zoo - Atelier Mobile - Kinya Maruyama, Éditions IFA / SODEDAT 93 / Massimo Riposati Éditeur, février 1993 ;
- Patrice Goulet, Fuksas, Edizioni Carte Segrete / IFA, 1992 ;
- Patrice Goulet, Jean Nouvel, Paris, Les éditions du Regard, 1994, 262 p. (ISBN 2-84105-043-2)
- Patrice Goulet, Marc Donnadieu, Photographies de Bernard Plossu, L'internat du Lycée Gustave-Eiffel à Bordeaux de Jacques Hondelatte, éditions Carte Segrete / IFA, 1994,  (ISBN 2904448276) ;
- Marianne Brausch, Patrice Goulet (direction de l'ouvrage), Gros Plan 15 - Pierre Lombard, IFA / Carte Segrete, 1994,  (ISBN 290444825X) ;
- Anne Lacaton & Jean-Philippe Vassal, sous la direction de Patrice Goulet, Il fera beau demain, éditions Carte Segrete / IFA, 1995 ;
- Patrice Goulet, AVANT APRES - Architectures au fil du temps, Actes Sud, mars 2007,  (ISBN 9782742766482) ;
- Jacques Hondelatte, Patrice Goulet, Des gratte-ciel dans la tête, Éditions Norma,  (ISBN 978-2-9092-8365-4) « Norma »(Archive.org • Wikiwix • Archive.is • Google • Que faire ?)